# La uruguaya (pel·lícula)
La uruguaya és una pel·lícula de coproducció argentina-uruguaiana, dirigida per Ana García Blaya. Es va estrenar en la competència internacional del 37è Festival de Cinema de Mar del Plata i va ser guardonada amb el premi a la millor direcció. Va ser produïda per la Comunitat Orsai, que lidera l'escriptor argentí Hernán Casciari al costat de Christian «Chiri» Basilis. És una adaptació cinematogràfica de la novel·la La uruguaya de Pedro Mairal publicada el 2016 que ràpidament esdevingué supervendes.

## Argument
La trama conta la història de Lucas Pereyra, un escriptor argentí que viatja a l'Uruguai en el dia per a anar a buscar uns dòlars que va cobrar per la venda d'un llibre que encara no va lliurar. En Montevideo té pactat una trobada secreta amb Magalí Guerra, ancorat en un record d'una visita anterior. Però, com sol ocórrer, no tot surt com es planeja.

## Producció
Amb l'objectiu d'aconseguir la producció, es van posar a la venda sis mil bons amb un valor de 100 dòlars cadascun i se'ls va donar la possibilitat a tots els socis de la comunitat de comprar un mínim d'un bon i un màxim de dos-cents. Però amb una condició: no es tractava d'un mecenatge en el qual un grup de gent posava diners per a finançar un producte per amor a l'art. Per contra: tots els guanys que obtingui la pel·lícula seran repartides en forma proporcional entre els socis productors. El resultat va ser que en menys de dos mesos es van esgotar tots els bons i es va aconseguir una cosa excepcional en l'univers del cinema: ajuntar tots els diners per a produir una pel·lícula abans de fer el primer pas.
En paral·lel amb tot el procés creatiu de la pel·lícula, la Comunitat Orsai va crear una aplicació, exclusiva per a productors, on es debat, es proposa, es conversa amb els directors de totes les àrees (art, guió, finances, fotografia i més) i fins i tot es prenen decisions amb la lògica d'un congrés.
Així, els socis han participat en enquestes no vinculants —amb la finalitat de proposar i debatre— i en unes altres que sí han estat vinculants i els seus resultats degueren acatar-se sense protestar. Per a això, l'aplicació compta amb un sistema de votació molt simple, que permet que els gairebé dos mil socis votin des dels seus dispositius mòbils, amb total transparència i a la vista de tots. A tot això se suma la implementació d'un sistema per a ordenar suggeriments, dades, col·laboracions i contactes que els socis productors ofereixen o posen a disposició.
A més, setmanalment es publica el pòdcast de La uruguaya, amb entrevistes, novetats i participació dels protagonistes de la pel·lícula, així com també els streaming amb xerrades en viu amb integrants de l'equip.
Cada vegada que és possible, els socis productors tenen la possibilitat d'espiar les reunions per Zoom entre els membres de l'equip i d'actuar com a extres durant el rodatge, la qual cosa converteix tot el procés creatiu en una autèntica experiència participativa.

## Equip
Per a portar endavant l'aventura, Orsai va convocar a Ana García Blaya perquè es converteixi en la directora de la pel·lícula. La jove directora venia de ser multipremiada per la seva òpera prima Las buenas intenciones, amb distincions en els festivals de cinema de l'Havana, Toronto i Sant Sebastià. No sols va acceptar la proposta, sinó que va demanar que la seva participació en la seva pel·lícula se li pagués íntegrament amb bons.
El rodatge de la pel·lícula, com succeeix en la novel·la, ocorrerà entre Buenos Aires i Montevideo. Per a contar el quin i el com, el cap de guió Christian Basilis es va envoltar d'un equip mixt de guionistes: alguns fent els seus primers passos i altres amb vasta experiència, com és el cas de Josefina Licitra, escriptora i editora.
Per a trobar als actors protagonistes van utilitzar un sistema de càsting obert a través d'un formulari web i la publicació de vídeos en Instagram. Després de successives rondes de càsting es van conformar 9 parelles finalistes i a través d'un procés de votació en temps real. mitjançant una app es va triar a Sebastián Arzeno i Fiorella Bottaioli com a protagonistes.

## Repartiment
- Sebastián Arzeno com a Lucas Pereyra.
- Fiorella Bottaioli com a Magalí Guerra.
- Gustavo Garzón com a Enzo.
- Jazmín Stuart com a Catalina.
- Josefina Gali com a Lara.
- Otto com a Cuco.

## Premis
Festival Internacional de Cinema de Barcelona-Sant Jordi BCN (2023):
- Premi de la Crítica (ACCEC).
- Premi a la Millor Actriu: Fiorella Bottaioli.

Festival Iberoamericà de Cinema de Miami IAFFM (2023):
- Premi visions contemporànies a la millor pel·lícula.
- Premi especial Dicapta.

Festival Internacional de Cinema de Punta del Este (2023):
- Premi del públic.

Festival Internacional de Cinema Cannàbic Buenos Aires (2023):
- Premi a Millor Pel·lícula.
- Premi del públic.

Festival Internacional de Cinema de Mar del Plata (2022):
- Premi Astor Piazzolla a la Millor Direcció en Competència Internacional: Ana García Blaya